# Hawker Harrier
Die Hawker Harrier war ein als Bomber und Torpedoflugzeug geplanter zweisitziger Doppeldecker des britischen Herstellers Hawker Engineering Co. aus den 1920er-Jahren.

## Geschichte
Die Harrier wurde 1926 nach den Vorgaben der Air Ministry Specification 23/25 konstruiert; der Erstflug erfolgte Anfang 1927. Die Spezifikation 23/25 legte die Standardanforderungen bezüglich der zu transportierenden Bombenlast für RAF-Tagbomber fest, nachdem man feststellen musste, dass die vorausgegangene Bomberanforderung 26/23 dahingehend völlig unzureichend war. Die 1925 konstruierte Hawker Horsley erfüllte zwar die letztgenannten Anforderungen und ebenfalls die neuen Lastanforderungen der 23/25. Man kam jedoch bald zu dem Schluss, dass erst mit einem neuen Triebwerk eine optimale Höhenleistung erreicht werden konnte. So begannen bereits vor dem Abschluss der Horsley-Erprobung die Konstruktionsarbeiten an der Harrier.
Analog zu den Serien-Horsleys entschied man sich für eine weitgehend stoffbespannte Stahl- und Duraluminkonstruktion der tragenden Struktur. Die Maschine besaß eine geteilte Fahrwerksachse, um bereits im Vorfeld für eine mögliche Forderung nach dem Mitführen eines Torpedos gerüstet zu sein. Als Triebwerk wählte man das mit einem Untersetzungsgetriebe ausgerüstete Bristol Jupiter VIII, wobei jedoch das Getriebe derart viel Leistung schluckte, dass die Harrier deutlich untermotorisiert wirkte. 
Der Prototyp mit der RAF-Seriennummer J8325 absolvierte von März bis November 1927 eine Flugerprobung in Brooklands, wonach sich weitere Flüge in Martlesham im Winter 1927/28 und im Sommer 1928 anschlossen. Die Beurteilung hob in jedem Fall die unzureichende Motorleistung, vor allem beim Start, hervor.
Die Versuchsflüge erfolgten mit unterschiedlichen Bombenzuladungen, die von acht 112-lb.- bis zu vier 250-lb.-Bomben reichten. Wie erwartet erhielt Hawker für die Harrier die zusätzliche Forderung nach einer Erfüllung der Spezifikation 24/25, in der das Mitführen eines Torpedos verlangt wurde. In Martlesham entfernte man die Bombenbeschläge und brachte Aufhängevorrichtungen für den Admiralty-Type-VIII-Torpedo an. Trotz einer Leistungserhöhung des Jupiter-Triebwerks auf 583 PS war die Startleistung der Maschine immer noch unzureichend, da sich gleichzeitig das Gewicht um 3000 lb (1360 kg) erhöhte. Die Versuchsflüge mussten deshalb ohne den hinteren Abwehrstand und mit lediglich halb gefülltem Tank durchgeführt werden.
Im November 1929 wurde das Flugzeug der Bristol Engine Company in Filton übergeben, wo sie als fliegender Prüfstand für Flugmotoren diente. Nach dem Bristol Orion (495 PS) wurde auch das Doppel-Oktogon-Triebwerk Bristol Hydra (870 PS) erprobt. Die Maschine blieb in Filton, bis sie im Februar 1933 abgewrackt wurde.

## Technische Daten
| Kenngröße             | Daten |
| --------------------- | --- |
| Besatzung             | 2 |
| Länge                 | 9,02 m |
| Spannweite            | 14,11 m |
| Höhe                  | 4,06 m |
| Flügelfläche          | 46,2 m² |
| Leermasse             | 1488 kg |
| max. Startmasse       | 2568 kg (mit Bombenzuladung) 3237 kg (mit Torpedo)13                                                                                    |
| Höchstgeschwindigkeit | 217 km/h (mit Bombenzuladung) |
| Steigleistung         | 18,5 min auf 3000 m (10.000 ft) |
| Dienstgipfelhöhe      | 4200 m |
| Triebwerke            | 1 × Sternmotor Bristol Jupiter VIII mit 583 PS (429 kW) der auf einen Zweiblatt-Woods-Holzpropeller wirkt. Propellerdurchmesser: 3,74 m |
| Bewaffnung            | ein Lewis-MG in einem Scarff-Ring in Heckstand ein vorwärts feuerndes Vickers-MG im Bug                                                 |